# Balogna
Balogna es una comuna francesa del departamento de Córcega del Sur, en la colectividad territorial de Córcega.

## Demografía
| abs. | 264 | 262 | 340 | 334 | 248 | 390 | 424 | 415 | 459 | 510 | 526 | 549 | 575 | 517 | 500 | 530 | 510 | 434 | 578 | 515 | 537 | 540 | 556 | 308 | 509 | 207 | 204 | 196 | 176 | 160 | 170 | 133 | 122 |
| Para los censos de 1962 a 1999 la población legal corresponde a la población sin duplicidades (Fuente: INSEE [Consultar]) |     |     |     |     |     |     |     |     |     |     |     |     |     |     |     |     |     |     |     |     |     |     |     |     |     |     |     |     |     |     |     |     |     |